# Дом Вердеревского

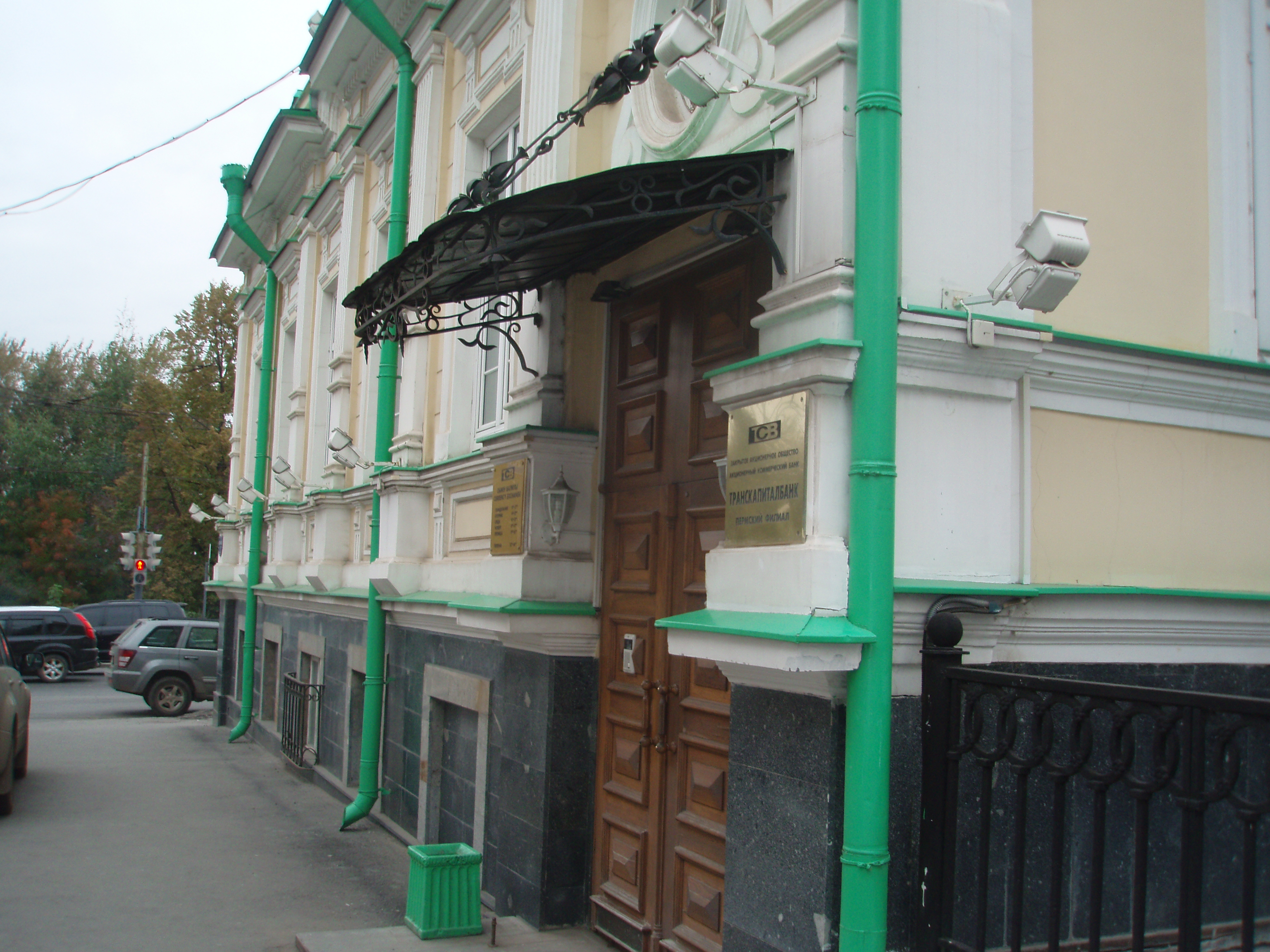
Фасад здания

Дом Вердеревского (также Дом Протопопова, Центральные номера) — особняк в историческом центре Перми. Название получил по имени первого владельца здания председателя казённой палаты Василия Евграфовича Вердеревского. Кроме того, особняк иногда называется «Домом Протопопова» по имени одного из владельцев здания, а также «Центральными номерами», поскольку в дореволюционный период там находилась одноимённая гостиница. Расположен на берегу Камы по адресу улица Сибирская, 2.

## История
В пожаре 1842 года сгорел деревянный дом с садом чиновника Анфиногенова. На его месте председатель казённой палаты Василий Евграфович Вердеревский построил двухэтажный особняк на берегу Камы. При постройке он был оштукатурен, а также украшен балконами с деревянными навесами с художественной резьбой. Архитектор здания (предположительно) — А. И. Мейснер. Сразу после постройки в здании временно размещалось Благородное Собрание. С конца 1840-х годов в нём был открыт трактир «Славянский базар». Здесь играли живую музыку и заведение было достаточно популярным у жителей города. Также там имелись гостиничные номера. После закрытия трактира «Славянский базар» в помещении работали рестораны под различными названиями.
В 1853 году Вердеревский уехал из Перми и продал дом семье владельцев губахинских и кизеловских шахт Протопоповым. Глава семьи, Борис Протопопов, преподавал математику в Пермской духовной семинарии. После его смерти в 1875 году дом вместе с шахтами перешёл во владение его жене Елизавете Фёдоровне Протопоповой, в девичестве Дангер.
Елизавета Фёдоровна Протопопова был властной и энергичной женщиной. Она самостоятельно управляла своим имуществом. К управлению губахинскими и кизеловскими шахтами она привлекала двоих своих сыновей. Попыталась привлечь к семейным делам и свою дочь Ольгу, которая жила в доме с 1871 по 1888 год. Однажды она получила из Губахи жалобу на несправедливую оплату труда и послала дочь разобраться в ситуации. Ольга Протопопова увидела, в каких условиях живут шахтёры, и пришла в ужас от увиденного. После окончания гимназии в 1888 году она уехала в Петербург и вышла замуж за революционера П. Н. Лепешинского, став участницей революционного движения в России (член партии с 1898 года, участвовала в революции 1905 года и Октябрьской революции 1917 года, впоследствии — биолог-лысенковец).
В 1889 году Протопопова умерла, не оставив наследников. Один из сыновей умер от злоупотребления наркотиками, судьба остальных детей неизвестна, дочь Ольгу она сама лишила наследства. Дом стал собственностью сначала купца Хотимского, а затем золотопромышленника В. И. Шайдурова.
С 1903 по 1908 год гостиничные номера принадлежали П. Я. Алалыпину. С 1909 года дом стал собственностью В. Д. Ветошкина, владельца парохода «Максимилиан», ходившего в рейсы между Пермью и Верхней Курьей. В это же время в здании располагались фотографический салон Зинаиды Метантиевой и типография Александра Петровича Каменского (до 1916 года).
После революции здание было отдано под общежитие железнодорожного техникума. В 1920-е годах в нём размещалась гостиница «Уральская» и ресторан «Заря».
31 января 1928 года в гостинице «Заря», расположенной в здании, поселился поэт В. В. Маяковский, но на другое утро он переселился в гостиницу горкомхоза «№ 1». Причиной переезда послужил тот факт, что в «Заре» не было бильярда, на котором очень любил играть поэт.
В начале 1990-х годов здание было расселено; там разместился и находится до сих пор Пермский филиал ЗАО «Транскапиталбанка».
В 1992—1995 годах здание было отреставрировано по проекту архитекторов Г. Канторовича, В. Побоженко, Т. Муксимова и М. Волгарёвой.
Реставрационные работы были выполнены СП «Яшин и партнёры» и профинансированы ЗАО «Транскапиталбанк».